# Nayomi Munaweera
Nayomi Munaweera, née en 1973 au Sri Lanka, est une écrivaine américaine d'origine srilankaise. Elle est principalement romancière.
Elle est l'autrice du roman Island of a Thousand Mirrors (L'Île aux mille miroirs) qui remporte en 2013 le Prix du livre du Commonwealth pour la région asiatique. Elle écrit aussi le roman What Lies Between Us (Ce qui nous sépare) qui est publié en 2016 et remporte le Sri Lankan National Book Award du meilleur roman anglophone, et le Prix Godage.

## Biographie

### Jeunesse et formation
Nayomi Munaweera naît au Sri Lanka en 1973. À cause de la guerre civile qui connaît ses violents prémices, sa famille doit déménager au Nigeria quand elle n'a que trois ans. En 1984, lors du coup d'État militaire au Nigeria, sa famille déménage de nouveau, cette fois pour les États-Unis, à Los Angeles.
Elle est titulaire d'un baccalauréat en littérature de l'Université de Californie à Irvine, puis elle obtient une maîtrise en littérature sud-asiatique de l'Université de Californie à Riverside. Nayomi Munaweera s'établit à Oakland dans l'Oregon et enseigne au Mills College et à la Southern Oregon University à Ashland.

### Romans
Le premier roman qu'elle écrit est L'Île aux mille miroirs ; il est publié en Asie du Sud en 2012. Il est alors nommé pour quelques-uns des prix littéraires majeurs du sous-continent indien, notamment le Man Asian Literary Prize, et remporte le Prix régional du Commonwealth pour l'Asie en 2013. Il est longtemps sélectionné pour le Prix littéraire international de Dublin : il est aussi présélectionné pour le Prix DSC de littérature sud-asiatique. Le roman sort aux États-Unis, publié par St. Martin's Press en 2014. Il raconte l'histoire de la guerre civile entre deux principaux groupes ethniques au Sri Lanka, du point de vue de deux filles qui témoignent de l'horreur. La guerre civile avait officiellement commencé en 1983 et s'est poursuivie jusqu'en 2009.

## Œuvres
- Island od a Thousand Mirrors (Île aux mille miroirs), Colombo, Perera Hussein Pub. House, 2012  (ISBN 9789558897249) et New York, St.Martin's Griffin Press, 2014  (ISBN 9781250051875).
- What lies between us (Ce qui nous sépare), New York, St. Martin's Griffin, 2016  (ISBN 9781250118172).